# Thalictrum minus subsp. majus
Pigamon des prés
Sous-espèce
Classification APG III (2009)
Le Pigamon des prés, Thalictrum minus subsp. majus (Crantz) Hook.f., est une sous-espèce de Thalictrum minus, le Petit pigamon, de la famille des Ranunculaceae.

## Description
Plante vivace de 50 jusqu'à 120 cm de hauteur. Tige striée et glauque. Les feuilles sont alternes, trilobées et glauques en dessous. Les fleurs sont verdâtres ou jaunâtres en panicule lâche. Plante toxique.

## Habitats
Prés secs et taillis des plaines et vallées alluviales. Sols à textures sablo-limoneuses.

## Biologie
Floraison de juin à août.

## Distribution
Europe centrale: des Pays-Bas et de la Lorraine à l'Autriche et à l'Italie septentrionale.

## Statut de protection
Figure sur la liste régionale des plantes protégées de Lorraine.
Les stations des plaines alluviales sont souvent modifiées par l'apport d'engrais, par les cultures et les gravières rarifiant ainsi le Pigamon des prés de façon significative.

## Étymologie
Du grec thalleïn verdir et ictar vite. Allusion à sa rapidité de végétation.

## Synonymes
- Thalictrum minus subsp. pratense (F.W.Schultz) Hand
- Thalictrum minus subsp. depauperatum Dum.
- Thalictrum minus subsp. elatum (Jacq.) Stoj. et Stef.